# Конуэй, Мохамед
Мохамед Конуэй (англ. Mohamed Conway; род. 9 июня 1981, Солсбери) — зимбабвийский шоссейный велогонщик.

## Карьера
Многократный чемпион Зимбабве в групповой гонке. 
Осенью 2006 года в рамках Африканского тура UCI выступил на главной африканской многодневке Тур дю Фасо.
В марте 2007 года стартовал на Джиро дель Капо в рамках Африканского тура UCI, а в июле принял участие в чемпионате мира "В".
В 2011 году принял участие в Всеафриканских играх 2011, проходивших в Мапуту (Мозамбик), где выступил в групповой гонке.

## Достижения

### Шоссе
2004
 Чемпион Зимбабве — групповая гонка
2005
 Чемпион Зимбабве — групповая гонка
2006
2-й на Чемпионат Зимбабве — индивидуальная гонка
Blue Cross Cycle
2006
2-й на Чемпионат Зимбабве — групповая гонка
2007
2-й на Чемпионат Зимбабве — групповая гонка
3-й на Чемпионат Зимбабве — индивидуальная гонка
Kushanya
Генеральная классификация
1-й, 2-й и 3-й этапы
3-й на Harare Classic
2008
2-й на Чемпионат Зимбабве — групповая гонка
Manicaland Cycle Challenge
Генеральная классификация
1-й, 2-й и 3-й этапы
2009
 Чемпион Зимбабве — групповая гонка
Kushanya
2-й в генеральной классификации
3-й этап
1-й этап на Manicaland Cycle Challenge
3-й этап на Zimbabwe Time Trial Series
2010
2-й на Чемпионат Зимбабве — групповая гонка
2-й на Чемпионат Зимбабве — индивидуальная гонка
3-й на Tour de Force

### Маунтинбайк
2005
3-й на Чемпионат Зимбабве — кросс-кантри

## Рейтинги
| Год                 | 2010 | 2011  |
| ------------------- | ---- | ----- |
| Африканский тур UCI | 40-й | 143-й |
|                     |      |       |
| Источник: UCI       |      |       |